# 手取川大橋
手取川大橋（てどりがわおおはし）は、石川県能美郡川北町朝日の手取川に架かる国道8号（金沢西バイパス）の橋である。

## 諸元
- 形式：PC有ヒンジラーメン箱桁橋[1]
- 橋長：464.6 m[1]
- 幅員：9.25 m+2 m[1]（計11.3 m[2]）
- 橋脚数：7[2]

## 沿革
上流の手取川橋が狭い故に交通のネック化していたため建設され、1977年（昭和52年）に竣工し、2004年（平成16年）に4車線化されたる。